# 蒂拉尼夫卡
49°30′0″N 27°5′30″E / 49.50000°N 27.09167°E
蒂拉尼夫卡（羅馬化：Tyranivka）是位於烏克蘭西部赫梅利尼茨基州赫梅利尼茨基區利索維-赫里尼夫齊市鎮的村莊。該村面積0.001平方公里，海拔高度348米，2001年人口118。